# Santa Helena de Minas (kommun)
Santa Helena de Minas är en kommun i Brasilien.   Den ligger i delstaten Minas Gerais, i den östra delen av landet, 800 km öster om huvudstaden Brasília. Antalet invånare är 6 055.
Följande samhällen finns i Santa Helena de Minas:
- Santa Helena de Minas

Omgivningarna runt Santa Helena de Minas är huvudsakligen savann. Runt Santa Helena de Minas är det glesbefolkat, med 20 invånare per kvadratkilometer.